# Fouesnant
Fouesnant (bretonisch Fouenant) ist eine französische Gemeinde im Südwesten der Bretagne im Département Finistère mit 10.204 Einwohnern (Stand 1. Januar 2022).

## Lage
Der Ort befindet sich in der Cornouaille an der Atlantikküste an der Bucht Baie de la Forêt.
Quimper liegt 13 Kilometer nordwestlich, die Groß- und Hafenstadt Brest 65 Kilometer nordwestlich und Paris etwa 480 Kilometer östlich (Angaben in Luftlinie).

## Geschichte
Zwei Menhire in der Gemarkung, einer auf dem Land und der andere auf dem Kap Pointe de Beg Meil, sind die Wahrzeichen der menschlichen Besetzung am Ende der Bronzezeit bzw. am Anfang der Eisenzeit. Untersuchungen auf der Île aux Moutons stellten einen Menhir und dauerhafte Siedlungen in unterschiedlichen Zeitaltern fest (in der Jungsteinzeit, der Eisenzeit und in der Epoche der römischen Republik). Auf den Glénan-Inseln wurden außerdem als weitere Spur alter Besiedlung Särge gefunden.
Ein vom gewählten Friedensrichter Alain Nédelec angeführter Aufstand endete am 10. Juli 1792, als die Nationalgarde aus Quimper anrückte und mehrere Menschen tötete.

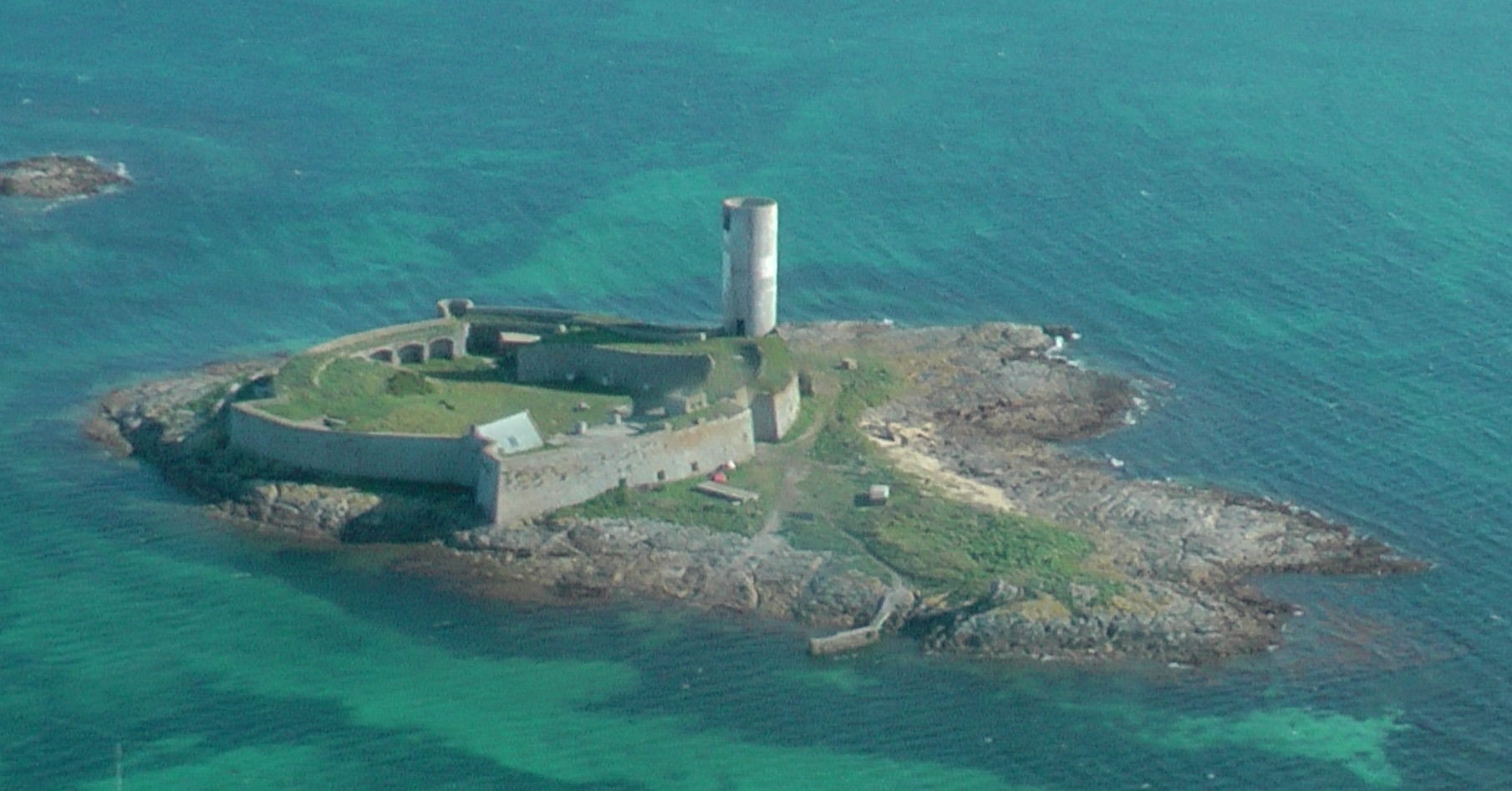
Fort Cigogne, Stützpunkt der Segelschule Les Glénans

### Bevölkerungsentwicklung
| Jahr                       | 1962 | 1968 | 1975 | 1982 | 1990 | 1999 | 2010 | 2017 |
| Einwohner                  | 3758 | 3962 | 4653 | 5239 | 6524 | 8076 | 9155 | 9458 |
| Quellen: Cassini und INSEE |      |      |      |      |      |      |      |      |

## Sehenswürdigkeiten
Siehe auch: Liste der Monuments historiques in Fouesnant
- An der Kapelle von Kerbader versammelten sich 1792 aufständische Bauern, die sich vergebens gegen Revolutionstruppen erhoben.
- Pfarrkirche Saint-Pierre mit romanischen Kapitellen

## Verkehr
Bei Quimper und Rosporden gibt es Abfahrten an der Schnellstraße E 60 Brest–Nantes und Bahnhöfe an der überwiegend parallel verlaufenden Regionalbahnstrecke in Richtung Brest und Nantes. Der Bahnhof von Brest ist Endpunkt des TGV Atlantique nach Paris.
Die Flughäfen Aéroport de Lorient Bretagne Sud bei Lorient und Aéroport de Brest Bretagne nahe Brest sind die nächsten Regionalflughäfen. Noch günstiger, weil näher, liegt freilich der Flughafen in Quimper-Pluguffan.

## Städtepartnerschaften
Seit 1968 existiert eine Städtepartnerschaft zwischen Fouesnant und der damaligen Gemeinde Strümp. Diese Partnerschaft wurde nach der Neugründung der Stadt Meerbusch von ihr übernommen. In unregelmäßigen Abständen findet ein Sportleraustausch mit dazugehörigen Turnieren zwischen verschiedenen Sportvereinen aus Fouesnant und Meerbusch statt. Seit 1999 findet ein jährlicher Schüleraustausch zwischen dem College Kervihan in Fouesnant und dem Mataré-Gymnasium, der Maria-Montessori Gesamtschule bzw. der Realschule Osterath in Meerbusch statt.

## Persönlichkeiten
- Baptiste Veistroffer (* 2000), Radrennfahrer